# 三遊亭遊三 (2代目)
二代目 三遊亭 遊三（さんゆうてい ゆうざ、1881年1月18日 - 1963年3月23日）は、主に明治から昭和期に活躍した落語家。本名は渡邊 吉寿。

## 経歴
初代三遊亭遊三の妻の甥に当たる。東京浅草の出身。
最初は1894年ごろ？初代三遊亭遊三の門下で三遊亭三治から、1900年に三遊亭遊三郎となる。（本人談によると山の手の玉助の弟子になったのが最初だといっているが確証は無い）
後に初代笑福亭福松が上京した時に一門に加わり、大阪にて1904年ごろ？に三遊亭若遊三と名乗る。若遊三時代は地方巡業が多かったが1913年6月に上京し、1914年の真打昇進と同時に人形町末廣で二代目三遊亭遊三を襲名。
その後再び大阪に赴き、三友派に所属して活動する。1923年頃まで二代目桂三木助、三代目三遊亭圓馬、五代目金原亭馬生、三遊亭志ん蔵らと共に上方の看板に遊三の名前が散見される。
1937年に帰国。戦中・戦後は落語協会・日本芸術協会の両協会を渡り歩いていたが1956年、7年ころに引退し、以後は六本木で生活していた。　

## 人物
放浪癖があった模様で、朝鮮、満州、中国、東南アジアのマニラ、ジャワ、スマトラ、インドシナをまたにかけて慰問巡演したと本人は語っている。特に京城（現：ソウル）では大人気だったという。　

## 芸歴
- 1894年 - 初代三遊亭遊三の門下となり、「三治」を名乗る。
- 1900年 - 「遊三郎」と改名。
- 1903年 - 初代笑福亭福松が上京した際、預かり弟子として一門に加わる。
- 1904年 - 上方にて「若遊三」と改名。
- 1913年6月 - 上京。
- 1914年 - 真打昇進、「二代目三遊亭遊三」を襲名。
- 1956年 - 引退。

## 演目
- 小言幸兵衛
- 五人廻し
- 子別れ
- 疝気の虫
- 夢金

## 弟子
- 三遊亭若遊三

### 廃業
- 二代目三遊亭遊三郎